# Taggnäbbar
Taggnäbbar (Acanthizidae) är en familj med tättingar som bland annat omfattar grupperna sångsmygar, busksmygar och taggnäbbar. De är små till medelstora tättingar där den minsta, smånäbb, som också Australiens minsta tätting, mäter åtta centimeter och den största, lotsfågel, mäter 19 centimeter. Familjen har korta rundade vingar, smala näbbar, långa ben, och kort stjärt. Merparten har olivfärgad eller brun fjäderdräkt men vissa har partier av klarare gult.

## Utbredning
Taggnäbbar förekommer i Australien, Indonesien, på Nya Zeeland och på öar i sydvästra Stilla havet. Flest arter finns i Australien och på Nya Guinea där Australien har 35 endemer och Nya Guinea 15. En art vardera finns på Vanuatu, Nya Kaledonien och Salomonöarna, och tre arter på Nya Zeeland, bland annat en endemisk art på Chathamöarna och en på Norfolkön. I Asien finns de två arter, en i Indonesien och en på Filippinerna och på angränsande asiatiska fastlandet. De flesta arter är stannfåglar förutom gerygonerna. 

## Ekologi
Taggnäbbarna förekommer i en rad olika habitat, från regnskog till torra öknar. Merparten födosöker till största delen i undervegetation, och de lever främst av insekter. De flesta äter även frön i mindre utsträckning men för de tre arterna i släktet Aphelocephala utgör det huvudfödan. Vissa arter lever även av frukt, och andra föredrar sekretet från savsugande insekter och även just den typen insekter. Ett fåtal arter förekommer inte i undervegetation, som smånäbben, som födosöker i trädtopparna, eller origma som mest lever på marken. De arter som lever i regnskog lägger ett eller två ägg per kull medan arter i öken och på Tasmanien lägger tre eller fyra. Taggnäbbarna skiljer sig från övrig tättingar då de ruvar äggen under lång tid. Utöver detta kläcks även äggen samtidigt och dödlighet inom kullen är sällsynt. Taggnäbbarna är relativt långlivade och flera arter blir över tio år i vilt tillstånd. Kooperativ häckning förekommer hos smånäbben och i mindre utsträckning hos alla vitmaskar och merparten av Sericornis och Acanthiza.

## Status och hot
Merparten taxa kategoriserad som livskraftig (LC). En art – lordhowesångsmyg (Gerygone insularis) – dog ut i början på 1930-talet på grund av predation av introducerade svartråttor. Fyra arter kategoriserar som sårbara och en art, brunbandad vitmask (Aphelocephala pectoralis), som nära hotad (NT).

## Systematik

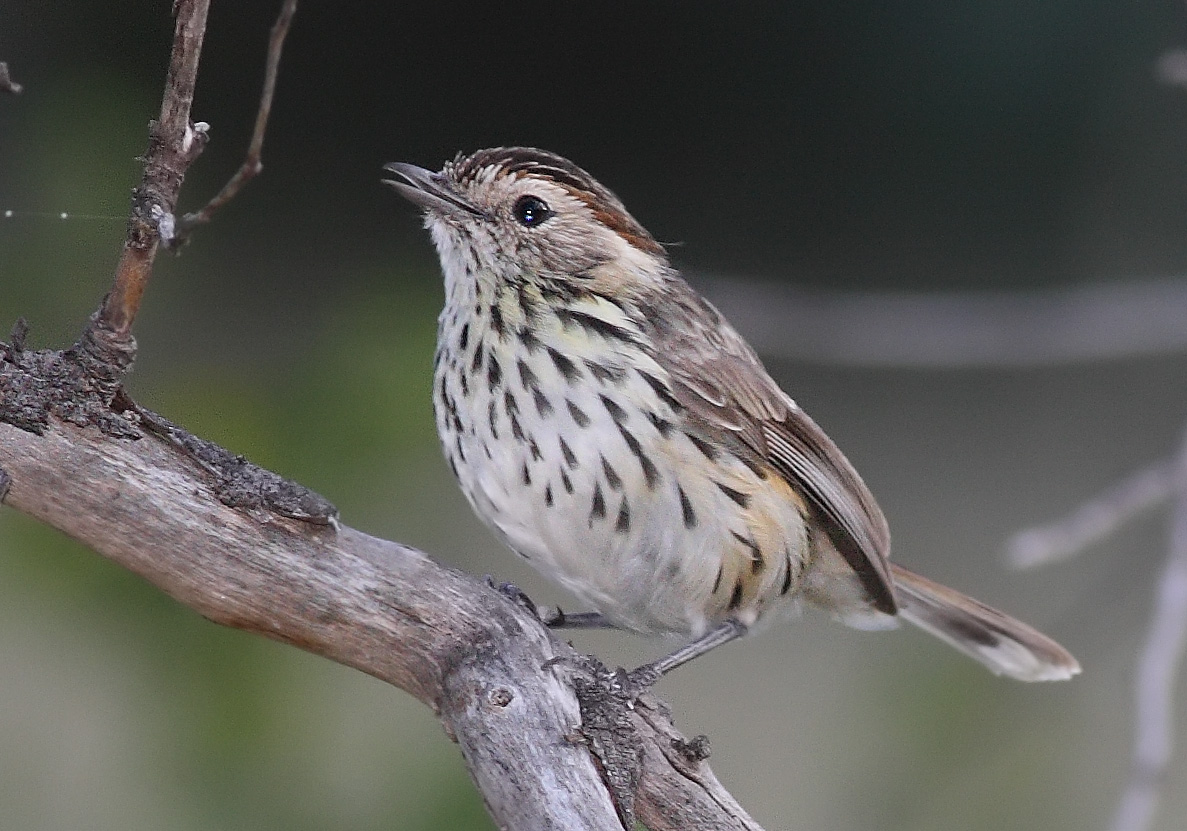
Strimmig busksmyg (Pyrrholaemus sagittatus).

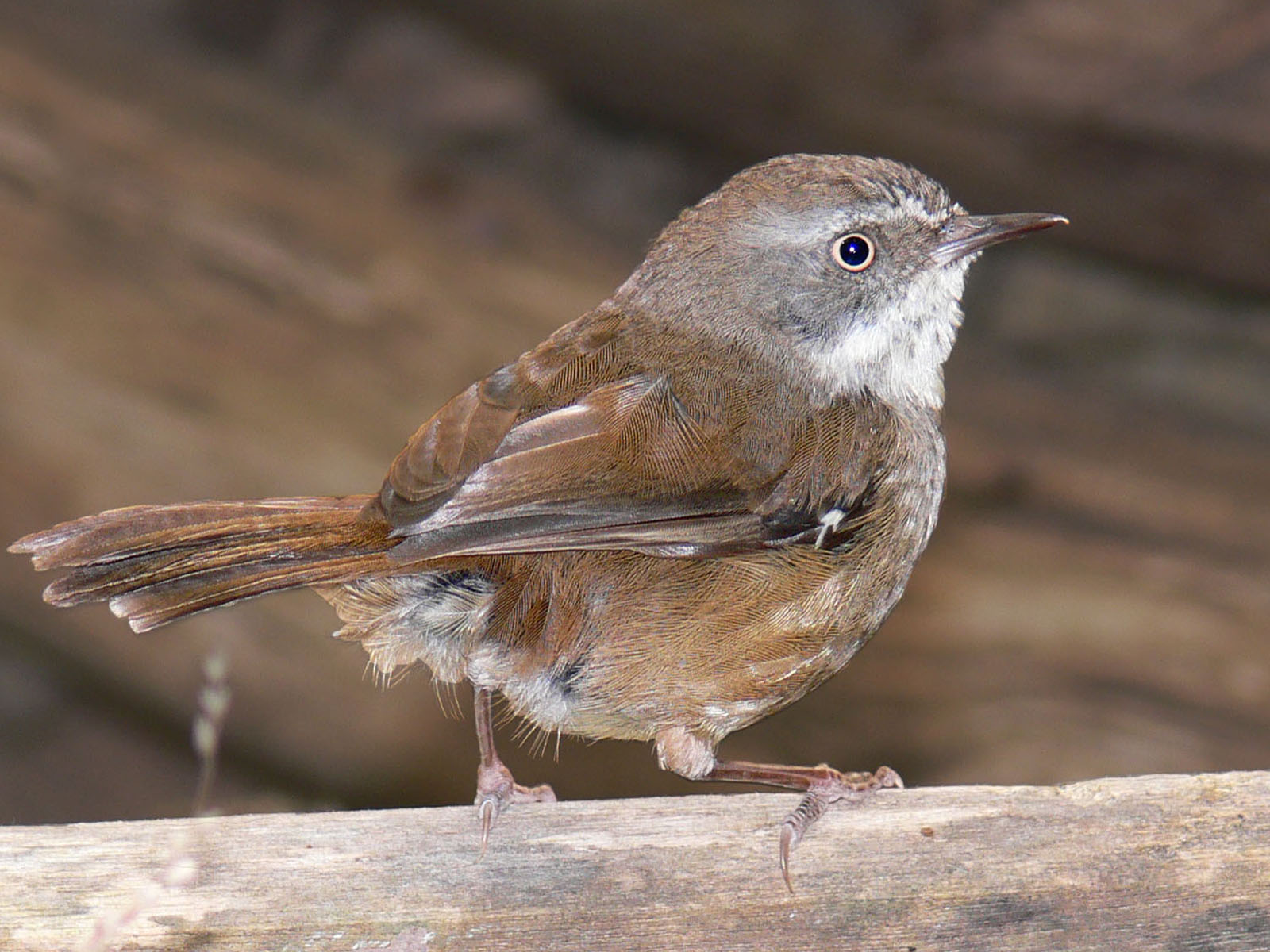
Vitbrynad busksmyg (Sericornis frontalis).

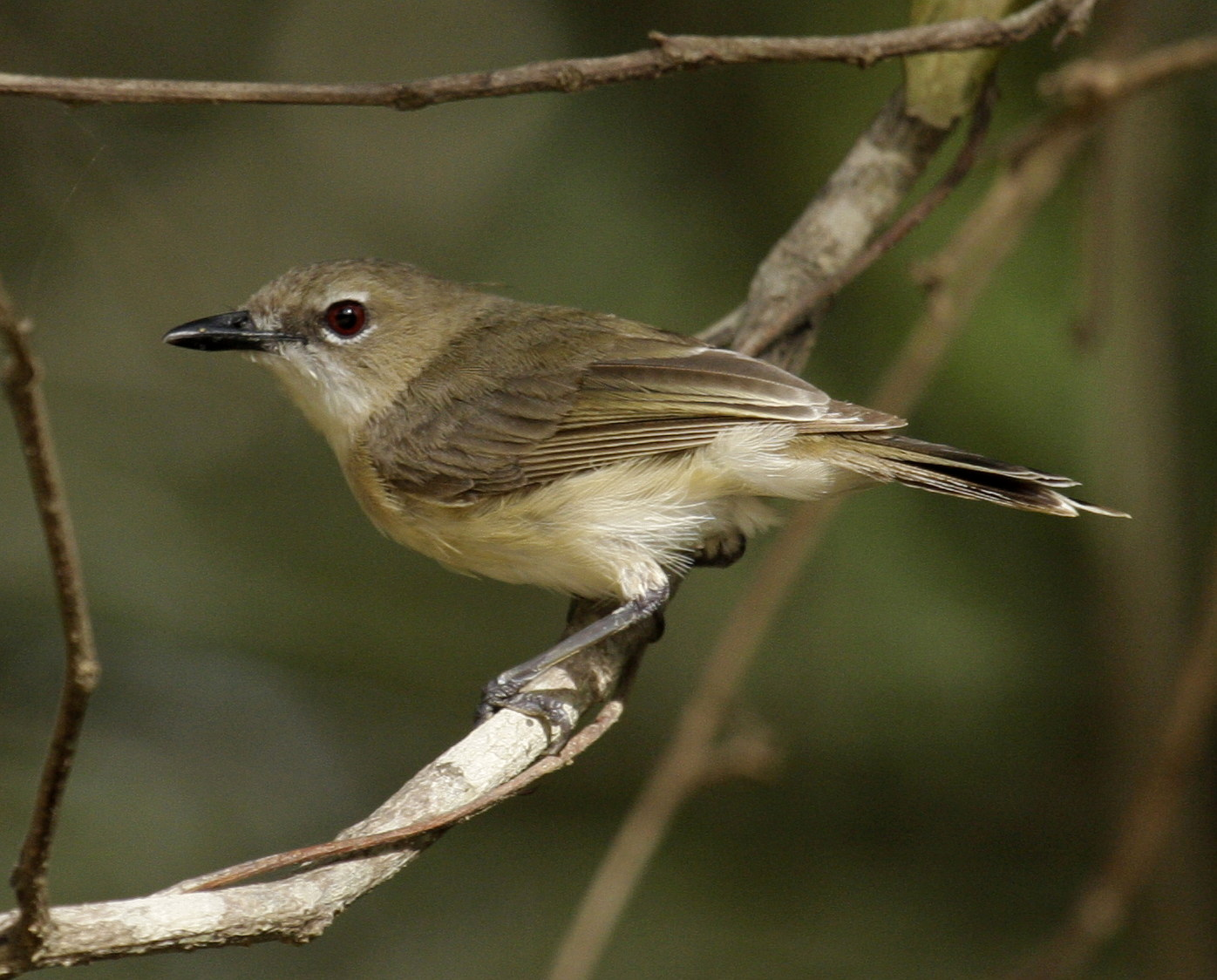
Långnäbbad sångsmyg (Gerygone magnirostris).

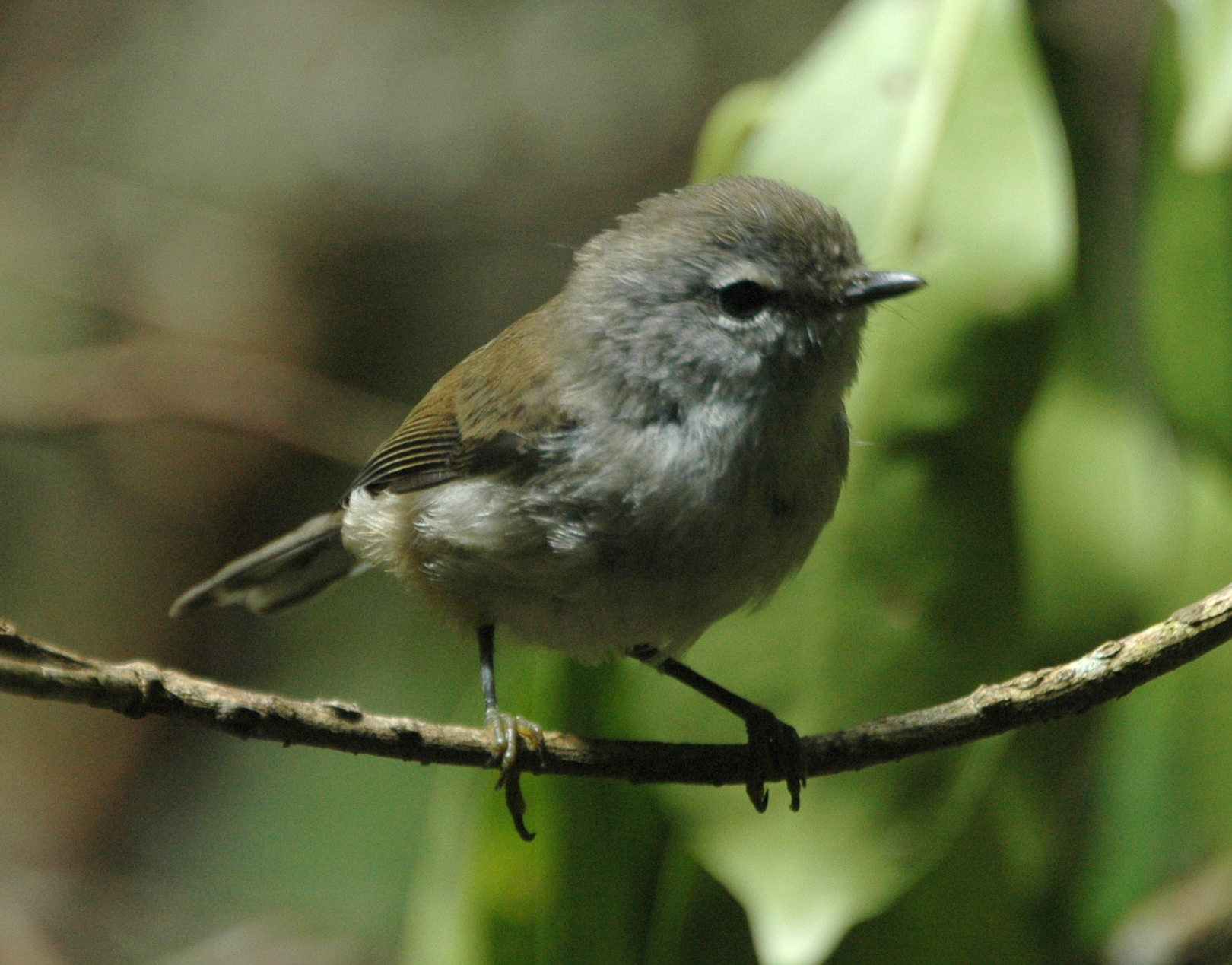
Brun sångsmyg (Gerygone mouki).

Gruppens taxonomiska hemvist har varit omdiskuterad. Tidigare har de bland annat placerats i den stora familjen blåsmygar (Maluridae). Sibley-Ahlquists taxonomi (1990) placerade gruppen som underfamiljen Acanthizinae inom familjen pardaloter (Pardalotidae). Sentida studier indikerar att gruppen bäst beskrivs som en egen familj. Den ingår i en klad med familjerna pardaloter, honungsfåglar (Meliphagidae), borstsmygar (Dasyorntihidae) och blåsmygar.
DNA-studier visar att mohuorna inte är en del av familjen som man tidigare trott, utan utgör en obesläktad utvecklingslinje. Andra studier visar å andra sidan att gyllenkinden (Pachycare flavogriseum) har sin hemvist här, inte bland sydhakar eller visslare.
Familjen kan delas in i två underfamiljer, där den ena utgörs av gyllenkind och den nyzeeländska ormbunksmygen (Oreoscopus gutturalis). Resten av familjen innehåller följande släkten, med släktes- och artindelning efter AviList:
- Gerygone – 20 arter sångsmygar, varav en utdöd
- Acanthornis – snårsmyg
- Aphelocephala – tre arter vitmasker
- Acanthiza – 14 arter
- Smicrornis – smånäbb
- Pycnoptilus – lotsfågel
- Pyrrholaemus – två arter busksmygar
- Hylacola – två arter hedsmygar
- Calamanthus – tre arter hedsmygar
- Origma – tre arter mussmygar
- Neosericornis – gulstrupig busksmyg
- Aethomyias – sex arter busksmygar
- Sericornis – sju arter busksmygar